# Liste der Kulturdenkmale in Kotzenbüll
In der Liste der Kulturdenkmale in Kotzenbüll sind alle Kulturdenkmale der schleswig-holsteinischen Gemeinde Kotzenbüll (Kreis Nordfriesland) aufgelistet (Stand: 10. März 2025).

## Legende
In den Spalten befinden sich folgende Informationen:
- Objekt-ID: die Nummer des Kulturdenkmales
- Lage: die Adresse des Kulturdenkmales und die geographischen Koordinaten. Kartenansicht, um Koordinaten zu setzen. In der Kartenansicht sind Kulturdenkmale ohne Koordinaten mit einem roten Marker dargestellt und können in der Karte gesetzt werden. Kulturdenkmale ohne Bild sind mit einem blauen Marker gekennzeichnet, Kulturdenkmale mit Bild mit einem grünen Marker.
- Offizielle Bezeichnung: Bezeichnung des Kulturdenkmales
- Beschreibung: die Beschreibung des Kulturdenkmales
- Bild: ein Bild des Kulturdenkmales

## Sachgesamtheiten
| Objekt-ID      | Lage                                                   | Offizielle Bezeichnung | Beschreibung | Bild            |
| -------------- | ------------------------------------------------------ | ---------------------- | --- | --------------- |
| 40623 Wikidata | Dorfstraße 17, Dorfstraße (54° 20′ 2″ N, 8° 54′ 12″ O) | Kirche St. Nikolai     | Aktualisierung vorgesehen - Begründung: geschichtlich, künstlerisch, städtebaulich, Kulturlandschaft prägend - Schutzumfang: Kirche St. Nikolai mit Ausstattung, Kirchhof, Grabmale bis 1870, Brücke mit Kirchhofspforte, Gruft Römer-Becker (Dorfstraße); Küsterhaus (Dorfstraße 17)                                                         | Fotos hochladen |
| 37388          | Gardinger Chaussee 3 (54° 19′ 36″ N, 8° 54′ 42″ O)     | Mars Skipper Hof       | Mars Skipper Hof; 1802; Vierständer-Haubarg mit Außenmauern aus Backstein unter reetgedecktem Walmdach; ehem. Garten im Bereich der von Graften umgebenen Warft und südlich von dieser - Begründung: geschichtlich, Kulturlandschaft prägend - Schutzumfang: Haubarg Mars Skipper Hof, Garten des Mars Skipper Hofes mit Graften um die Warft | BW              |

## Bauliche Anlagen
| Objekt-ID     | Lage                                               | Offizielle Bezeichnung             | Beschreibung | Bild            |
| ------------- | -------------------------------------------------- | ---------------------------------- | --- | --------------- |
| 2269 Wikidata | Dorfstraße 17 (54° 20′ 1″ N, 8° 54′ 11″ O)         | Küsterhaus                         | Alteintragung (Aktualisierung vorgesehen) - Begründung: geschichtlich, städtebaulich - Schutzumfang: Alteintragung (Aktualisierung vorgesehen) - Denkmaltyp: Bauliche Anlage, Sachgesamtheit: Kirche St. Nikolai | BW              |
| 2270 Wikidata | Dorfstraße 19 (54° 19′ 59″ N, 8° 54′ 15″ O)        | ehem. Kompastorat                  | Alteintragung (Aktualisierung vorgesehen) - Begründung: Alteintragung (Aktualisierung vorgesehen) - Schutzumfang: Alteintragung (Aktualisierung vorgesehen) - Denkmaltyp: Bauliche Anlage | BW              |
| 2267 Wikidata | Dorfstraße (54° 20′ 1″ N, 8° 54′ 11″ O)            | Kirche St. Nikolai mit Ausstattung | Die jetzige Kirche wurde von 1488 bis 1495 neu erbaut. Der Turm stammt bereit aus dem 14. Jahrhundert. In den Jahren 1857 bis 1859 wurde die Kirche im Stil der Neugotik überformt. Im Inneren befindet sich ein Flügelaltar aus dem Jahr 1506. Alteintragung (Aktualisierung vorgesehen) - Begründung: geschichtlich, künstlerisch, städtebaulich - Schutzumfang: gesamtes Objekt - Denkmaltyp: Bauliche Anlage, Sachgesamtheit: Kirche St. Nikolai | Fotos hochladen |
| 2804 Wikidata | Gardinger Chaussee 1 (54° 19′ 5″ N, 8° 56′ 12″ O)  | Hof Axendorf                       | Alteintragung (Aktualisierung vorgesehen) - Begründung: geschichtlich, künstlerisch - Schutzumfang: gesamtes Objekt - Denkmaltyp: Bauliche Anlage | BW              |
| 492 Wikidata  | Gardinger Chaussee 3 (54° 19′ 35″ N, 8° 54′ 39″ O) | Haubarg Mars Skipper Hof           | Haubarg Mars Skipper Hof; 1802; reetgedeckter Vierständerhaubarg mit Außenmauern in Backstein mit Mauerankern, am Wirtschaftsteil an der Ostseite Spitzgiebel über Boostür und Lootor, Wohntrakt nach Westen mit Spitzgiebel über dem nach Süden gelegenen Hauseingang - Begründung: geschichtlich, Kulturlandschaft prägend - Schutzumfang: gesamtes Objekt - Denkmaltyp: Bauliche Anlage, Sachgesamtheit: Mars Skipper Hof                         | BW              |
| 2274          | Schwarzhof 10 (54° 20′ 36″ N, 8° 53′ 54″ O)        | Haubarg                            | Haubarg; im Kern wohl 18. Jh.; Vierständer-Haubarg mit Außenmauern aus weiß gestrichenem Backstein unter reetgedecktem Walmdach, südöstlicher Flügelbau; Warft mit Graften - Begründung: geschichtlich, Kulturlandschaft prägend - Schutzumfang: Haubarg, Warft, Graften um die Warft - Denkmaltyp: Bauliche Anlage | BW              |

## Gründenkmale
| Objekt-ID      | Lage                                    | Offizielle Bezeichnung | Beschreibung | Bild            |
| -------------- | --------------------------------------- | ---------------------- | --- | --------------- |
| 19579 Wikidata | Dorfstraße (54° 20′ 1″ N, 8° 54′ 10″ O) | Kirchhof               | Alteintragung (Aktualisierung vorgesehen) - Begründung: geschichtlich, Kulturlandschaft prägend - Schutzumfang: Kirchhof, Grabmale bis 1870, Brücke mit Kirchhofspforte, Gruft Römer-Becker - Denkmaltyp: Gründenkmal, Sachgesamtheit: Kirche St. Nikolai | Fotos hochladen |

## Quelle
- Liste der Kulturdenkmale in Schleswig-Holstein – Kreis Nordfriesland (PDF)

- Karte mit allen Koordinaten:
- OSM |
- WikiMap